# ATHENA
Advanced Telescope for High ENergy Astrophysics
Pour les articles homonymes, voir Athena (homonymie).
L'Advanced Telescope for High ENergy Astrophysics ou ATHENA ou NEWATHENA (anciennement International X-ray Observatory ou IXO) est un projet d'observatoire spatial à rayons X mous (0,1-15 keV)  généraliste développé par l'Agence spatiale européenne (ESA). ATHENA est une mission de classe L (L pour large) du programme européen Cosmic Vision dont le lancement est prévu en 2037.

## Historique
ATHENA est un télescope spatial généraliste observant le rayonnement X qui doit prendre la suite des missions XMM-Newton de l'Agence spatiale européenne et du télescope Chandra de la NASA avec une amélioration significative des performances.

### Les projets avortés XEUS et IXO
La mission ATHENA   succède aux projets XEUS et Constellation-X Observatory (en) proposés auparavant respectivement par l'Agence spatiale européenne et la NASA puis abandonnés,,,,,,.

### Sélection d'ATHENA dans le cadre du programme Cosmic Vision (2014)
L'Agence spatiale européenne émet en mars 2013 un appel à propositions pour les futures missions lourdes L2 et L3 de son programme Cosmic Vision qui seront lancées respectivement en 2028 et 2034. Le processus de sélection comprend deux étapes. Une trentaine de propositions de thèmes scientifiques sont reçues en mai 2013 par l'ESA dont deux sont sélectionnées en novembre de la même année par un comité rassemblant des personnalités du monde scientifique (Senior Survey Committee) présidé par Catherine Cesarsky. Les thèmes des deux missions choisis fin novembre 2013 par le comité scientifique désigné par le directeur des missions scientifiques sont : l'univers chaud et énergétique pour  la mission L2 et l'univers gravitationnel pour la mission L3,,,. C'est le projet ATHENA (Advanced Telescope for High ENergy Astrophysics) qui a été choisi en juin 2014 pour la mission L2. Les consortiums de développer les instruments WFI et X-IFU sont sélectionnés par l'agence spatiale en décembre 2018 et les revues préliminaires définissant les exigences auxquelles ils doivent satisfaire sont menées avec succès respectivement fin octobre 2018 et en avril 2019. La phase A du projet s'achève en novembre 2019.

### Refonte du projet (2022)
En 2022, le comité du programme scientifique de l'Agence spatiale européenne décide une refonte de la mission dans le but d'aligner son cout avec le budget alloué (1,3 milliard €). Les spécifications de la nouvelle version de la mission baptisée NEWATHENA sont validées en novembre 2023 par le comité. Les premiers travaux d'évaluation par les industriels ont été lancés début 2024 et doivent s'achever en juin 2025.

## Prochaines étapes
Une revue par un comité indépendant programmée début 2026 est chargé d'évaluer le projet dans le but de donner un feu vert définitif. Au cours du premier trimestre 2028 le projet doit entrer dans les phases Bé/C/D/E1 et les développements par les industriels doivent débuter. La revue de conception préliminaire et le revue critique de conception sont prévues respectivement en 2029 et 2031. Les instruments doivent être livrés en 2034 pour permettre un lancement du télescope en 2037.

## Objectifs de la mission
L'observation du rayonnement X est cruciale pour la compréhension de la structure et de l'évolution des étoiles, des galaxies et de l'ensemble de l'Univers. Le rayonnement X met en évidence les régions de l'Univers les plus actives, où les particules très énergétiques sont créées ou portées à haute température par des champs magnétiques puissants, des explosions violentes ou des forces gravitationnelles intenses. Les rayons X peuvent être également associés à différentes phases de l'évolution stellaire comme les restes de supernova, les étoiles à neutrons et les trous noirs. ATHENA, en recueillant des données sur le rayonnement X, doit permettre de répondre aux questions d'astrophysiques suivantes :
- Que se passe-t-il à proximité d'un trou noir ?
- Comment croissent les trous noirs supermassifs ?
- Comment se forment les structures à grande échelle ?
- Quel est le lien entre ces processus ?

Pour répondre à ces différentes questions ATHENA va observer les orbites proches de l'horizon événementiel des trous noirs, mesurer la vitesse de rotation des trous noirs de plusieurs centaines de galaxies actives, utiliser la spectroscopie pour déterminer les caractéristiques de l'environnement des galaxie actives durant leur pic d'activité, rechercher les trous noirs supermassifs ayant un décalage vers le rouge z > 10, cartographier les mouvements et les turbulences des groupes de galaxies, rechercher la matière obscure dans les structures à grande échelle de l'Univers en utilisant les quasars situés en arrière-plan et observer les processus déclenchés à l'échelle galactique et intergalactique par l'injection d'énergie par les trous noirs,,,.

## Caractéristiques techniques

### Optique
ATHENA observe les rayons X mous dont l'énergie est comprise entre 0,1-15 keV. Le cœur du télescope spatial est un miroir  de 2 m2 (à 1 keV) de superficie avec une résolution angulaire de 5 secondes d'arc. Le banc d'optique a une focale de 12 mètres de longueur. Il utilise une  technologie innovante, les miroirs SPO (Silicon Pore Optics développés par l’Agence spatiale européenne. La structure du télescope est déployable pour pouvoir tenir sous la coiffe de son lanceur,.

## Instruments scientifiques
ATHENA dispose de deux instruments analysant le rayonnement collecté par son optique : un imageur X grand champ (Wide Field Imager), placé sous la responsabilité scientifique de l'Institut Max-Planck de physique extraterrestre (Allemagne) et un spectromètre X à très haute résolution spectrale et spatiale (X-ray Integral Field Unit), sous la responsabilité scientifique de l'IRAP et maîtrise d’œuvre CNES (France). .

### Caméra WFI
La caméra WFI (Wide Field Imager  produit des images sur un champ de vue étendu (40 x 40 minutes d'arc) grâce à quatre détecteurs de type DEPFET comprenant chacun 512 x 512 pixels. Il permet d'imager un rayonnement dont l'énergie est comprise entre 0,2 et 15 keV avec une résolution spatiale de 2,2 secondes d'arc. Sa résolution énergétique à 7 keV est inférieure à 170 eV.

### Spectromètre X-IFU
X-IFU (X-ray Integral Field Unit est un spectromètre imageur aux capacités largement améliorées par rapport à la génération précédente d'instruments. La résolution spectrale atteint 2,5 eV pour les rayons X allant jusqu'à 7 keV sur un champ de vue d'un diamètre de 5 minutes d'arc. Sa surface effective est de 5800 cm² à 1keV et de 880 cm² à 880 cm².

## Segment terrestre
Les opérations en vol sont conduites par le centre ESOC de l'Agence spatiale européenne tandis que les opérations scientifiques seront conduites par le centre ESAC avec l'assistance des centres en charge des deux instruments.

## Déroulement de la mission
Le lancement d'ATHENA doit lancée dans l'espace en 2037 par une fusée Ariane 64 décollant de la base de Korou. Le télescope doit être placé sur une orbite héliocentrique autour du point de Lagrange L1 du système Soleil-Terre. Le satellite doit être utilisé au minimum 4 ans mais il emporte des consommables lui permettant de fonctionner plus longtemps.

### Document de référence
- (en) Article scientifique de l'ESA présentant la mission (36 pages).